# Night Flights
Night Flights är en novellsamling från 2018 av Philip Reeve. Night Flights innehåller tre noveller som utspelar sig i samma värld som bokserien De vandrande städerna men inträffar före romanerna i serien.

## Ingående noveller
1. Frozen Heart
2. Traction City Blues
3. Teeth of the Sea